# Département de la statistique et de la démographie ENEA
 (mars 2019).
Si vous disposez d'ouvrages ou d'articles de référence ou si vous connaissez des sites web de qualité traitant du thème abordé ici, merci de compléter l'article en donnant les références utiles à sa vérifiabilité et en les liant à la section « Notes et références ».
Le DSD, Département de la statistique et de la démographie de l'École nationale d'économie appliquée du Sénégal, a cessé d'exister, ayant été récemment intégré à l'Agence nationale de la statistique et de la démographie dans le cadre de la création de l'École nationale de la statistique et de l'analyse économique du Sénégal au sein de l'Agence.
Il avait été créé en 1966 sous le nom de Collège de la statistique et pris cette appellation en 1991.
Le DSD était l’un des quatre départements de l'ENEA, l'École nationale d'économie appliquée, un établissement d’enseignement supérieur professionnel, créé en 1963 pour former en priorité des cadres pour les besoins de l’encadrement du monde rural. Sur le plan institutionnel, le DSD était placé sous l’autorité du directeur de l’ENEA qui lui, est responsable devant le ministre de l’Éducation nationale.
Cependant, en raison de sa spécificité, le DSD a toujours joui d’une grande autonomie au plan pédagogique. C’est ainsi que le DSD organisait son propre concours de recrutement des élèves alors que les trois autres départements partagent un autre concours. Les conditions d’admission au DSD ont connu plusieurs modifications au cours du temps en fonction du contenu du cycle de formation et des diplômes auxquels le département préparait. Le DSD a, en effet, successivement formé 
– des adjoints techniques (1967-1973) ;
– des techniciens supérieurs (1974-1975) ;
– des agents techniques et enfin
– des ingénieurs des travaux statistiques (ITS).
C’est en 1975 que débute la formation des ITS en même temps que celle des agents techniques. Cette dernière formation s’est arrêtée en 1987. À partir de cette date, le DSD ne forma plus que des ITS. Le cycle se déroulait sur trois ans. Mais, comme le recrutement ne se faisait que tous les trois ans, la formation s’effectuait par cohorte. Le recrutement n’est devenu annuel qu’à compter de l’année scolaire 1994/1995.
Jusqu'en 1981 le DSD ne recrutait que des élèves sénégalais ; c’est à partir de cette date qu'il commença à former des statisticiens pour la région sahélienne, et ce à la demande de l’Institut du Sahel.
L’élargissement du champ géographique du DSD connu toute son ampleur en 1994. En effet, avec la fermeture de fait de l’IAMSEA de Kigali, à la suite des douloureux événements survenus en 1994 au Rwanda, le DSD débuta, en accord avec l’Union européenne et la France, d'accueillir des étudiants provenant de presque tous les pays francophones de l’Afrique au Sud du Sahara. Avec cette opération, le DSD connaîtra alors sa plus grande mutation.
| Nom                  | Période                    |
| -------------------- | -------------------------- |
| Serigne Touba Diassé | avril 1999 - novembre 2008 |
| Ndiappe Ndiaye       | 1984 - 1999                |
| Jean Leplat          | 1966 - 1983                |

## Effectifs des élèves diplômés
| Période     | Nombre de diplômés |
| ----------- | ------------------ |
| 1978 à 2008 | 286                |
| 2008        | 12                 |
| 2007        | 16                 |
| 2006        | 7                  |
| 2005        | 14                 |
| 2004        | 19                 |
| 2003        | 12                 |
| 2002        | 8                  |
| 2001        | 15                 |
| 2000        | 18                 |
| 1998        | 23                 |
| 1997        | 11                 |
| 1995        | 10                 |
| 1994        | 16                 |
| 1992        | 17                 |
| 1990        | 14                 |
| 1987        | 24                 |
| 1984        | 21                 |
| 1981        | 14                 |
| 1978        | 15                 |

| Pays          | Nombre de diplômés |
| ------------- | ------------------ |
| 1978 à 2008   | 286                |
| Sénégal       | 111                |
| Burkina Faso  | 32                 |
| Niger         | 29                 |
| Bénin         | 23                 |
| Cameroun      | 13                 |
| Guinée        | 12                 |
| Togo          | 12                 |
| Tchad         | 11                 |
| Mali          | 9                  |
| Congo         | 7                  |
| Comores       | 6                  |
| Mauritanie    | 6                  |
| Gabon         | 4                  |
| Cap-Vert      | 3                  |
| Centrafrique  | 3                  |
| Guinée-Bissau | 2                  |
| Madagascar    | 2                  |
| Rwanda        | 1                  |